# Lirobarleeia lara
Lirobarleeia lara is een slakkensoort uit de familie van de Barleeiidae. De wetenschappelijke naam van de soort is voor het eerst geldig gepubliceerd in 1911 door Bartsch.